# ستيف غيليسبي
ستيف غيليسبي (بالإنجليزية: Steve Gillespie)‏ (2 أغسطس 1985 في الولايات المتحدة - ) هو لاعب كرة قدم أمريكي في مركز الوسط. لعب مع Cleveland Internationals ‏ وCleveland Freeze ‏ وCleveland City Stars ‏.

## وصلات خارجية
- ستيف غيليسبي على موقع قاعدة بيانات كرة القدم.إي يو (الإنجليزية)